# Szászok
A szász (német: Sachsen) a németség egyik legnagyobb létszámú etnikai csoportja, amely a mai Németország három szövetségi tartományában, Szászországban, Szász-Anhaltban és Alsó-Szászországban él. 

A Szász Hercegség területe a Német-római Birodalomban 1000 táján élénk világoszöld színnel

## Vándorlásaik
A 4. században még a ma Alsó-Szászországnak nevezett, akkori Szászországban éltek, innen vándorolt egy részük a hunok okozta népvándorlás idején Britanniába. Velük tartottak az akkor a közelükben élt angli törzsek, valamint a jütök is, akiknek akkori lakóhelye nevét máig őrzi a dániai Jütland. A szászok, utánuk pedig az angolok voltak a legszámosabbak, ezért nevezzük az egész vándorlást az angolszászok betelepedésének és az angolszász kifejezés máig használatban maradt.
Nagy Károly térítette a kontinensen maradt szászokat keresztény hitre, olyan eredménnyel, hogy egy évszázad múlva már ők térítették meg a szomszédos szlávokat, és foglalták el területük egy részét. Ezen előrenyomulást jelzik a további szász tartományok. Szász-Anhalt meghódítása kitűnő alapot jelentett a további hódításokhoz. Ezt jelzi a tartomány neve (megálló, támaszpont). Ennek birtokában a kialakuló Szász Hercegség a 10. században a birodalom legnagyobb hercegsége volt. Ezen a területen volt akkori központjuk, és nevezetes városaik: Magdeburg, a Madarász Henrik alapította Merseburg és az I. Ottó által császári székhellyé kiépített Quedlinburg. A szász hercegek eredményes harcot folytattak a kalandozó magyarok ellen, s jutalmul Ottó elnyerte a császári koronát.
A középkor végén a Szász Választófejedelemség területe már nagyjából a mai Szászország volt, Drezda központtal. A Német-római Birodalom megszűnése után, 1806-ban I. Napóleon francia császár létrehozta a Szász Királyságot, melynek fennállását a császár bukása után, 1815-ben összeült bécsi kongresszus is helybenhagyta, bár Porosz Királyság javára területveszteségeket kellett elkönyvelnie. 1866-ban a Habsburg Monarchia oldalán vett részt a porosz–osztrák–olasz háborúban, veresége után Poroszország szoros dominanciája alá került. 1870–71-ben már a poroszok oldalán vett részt a porosz–francia háborúban, és a Német Birodalom tagállama lett. 1918-ban a német forradalom hatására az utolsó szász király lemondott, az állam a weimari köztársasághoz csatlakozott. A második világháború után Szászország és Szász-Anhalt is a Német Demokratikus Köztársaság része lett, majd az 1990-es újraegyesítéskor Németország szövetségi tartományaivá váltak.

## Szászok Magyarországon
Szászoknak nevezik az erdélyi németeket és a szepességi „cipszereket” (németül Zipser) is, akiknek ősei a 12. századtól telepedtek le a Magyar Királyság e területein. Ezeknek a népcsoportoknak azonban csak a nevük azonos a németországi szászokéval, mivel többségük nem a szász területekről, hanem a nyugatabbi Rajna-vidékről, vagy a délebbi területekről származott.